# Кутра конопляна
Кутра конопляна (Apocynum cannabinum L.) — багаторічна трав'яниста корневищна рослина родини барвінкові з великими коріннями і високими циліндричними гнучкими стеблами. Листки супротивні, короткочерешкові, подовгасто-ланцетні. Квітки дрібні, рожеві, зі зрослим віночком. Плоди — листівки із дрібними насіннями. Висота 1-4 м. Батьківщина — південні райони Північної Америки.
Розводиться на плантаціях як культурна рослина — волокниста i лікарська.

## Хімічний склад
Корінь містить глікозид серцевої дії цимарин і інші глікозиди, смоли, ефірну олію, дубильні речовини, каучук, крохмаль. Рослина отруйна.